# Parafia św. Józefa Oblubieńca Najświętszej Maryi Panny w Wąsoszu
Parafia pw. Świętego Józefa Oblubieńca Najświętszej Maryi Panny w Wąsoszu znajduje się w dekanacie Góra wschód w archidiecezji wrocławskiej. Jej proboszczem jest ks. Jan Węgielski. Obsługiwana przez księży archidiecezjalnych. Erygowana w XVIII wieku. Księgi metrykalne prowadzone od 1945 r.

## Kościoły i kaplice
- Wąsosz - kościół parafialny pw. św. Józefa Oblubieńca Najświętszej Maryi Panny
- Wąsosz - kościół pomocniczy pw. Niepokalanego Serca Najświętszej Maryi Panny
- Czeladź Wielka - kościół filialny pw. św. Stanisława Bpa
- Sądowel - kościół filialny pw. Najświętszej Maryi Panny Królowej Świata